# Plavilla

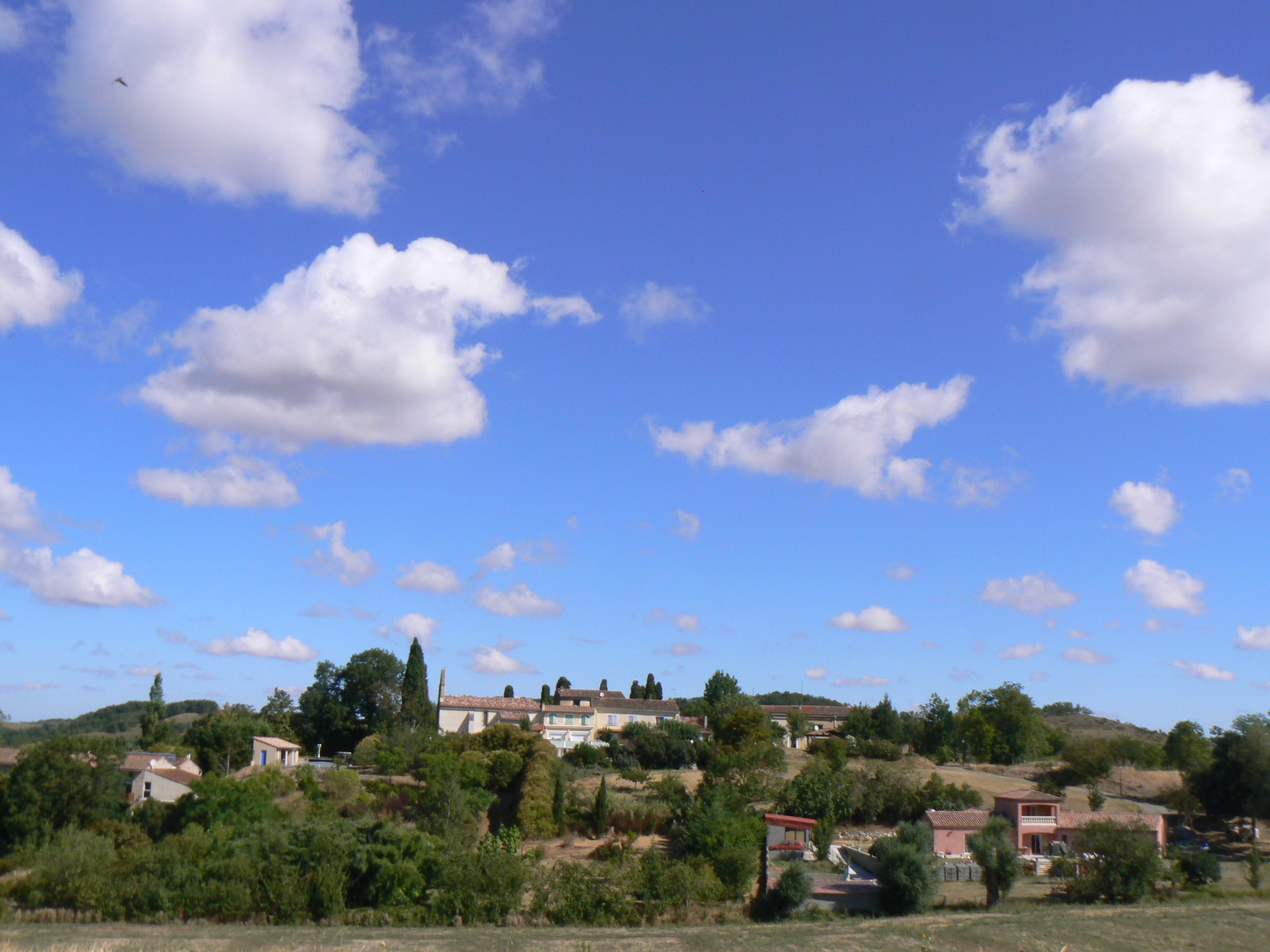
Vue du village.

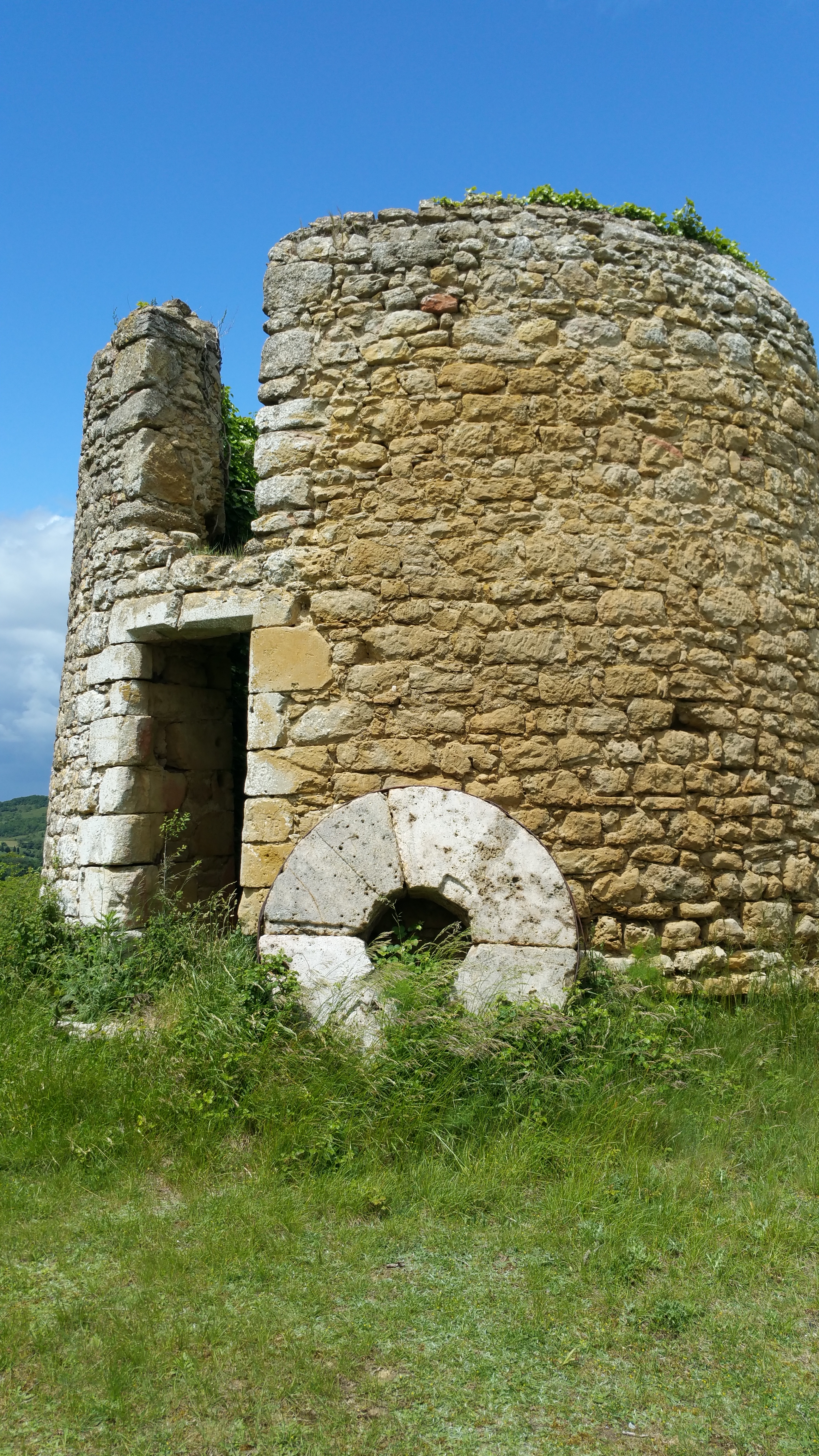
Vestige du moulin à vent de Plavilla.

Plavilla  est une commune française, située dans le nord-ouest du département de l'Aude en région Occitanie.
Sur le plan historique et culturel, la commune fait partie du Lauragais, l'ancien « Pays de Cocagne », lié à la fois à la culture du pastel et à l’abondance des productions, et de « grenier à blé du Languedoc ». Exposée à un climat océanique altéré, elle est drainée par le ruisseau de Gélade, le ruisseau de Lestrique et par divers autres petits cours d'eau. La commune possède un patrimoine naturel remarquable composé de deux zones naturelles d'intérêt écologique, faunistique et floristique.
Plavilla est une commune rurale qui compte 142 habitants en 2022, après avoir connu un pic de population de 335 habitants en 1800. Ses habitants sont appelés les Plavillais ou  Plavillaises.
La maison-mère de la communauté de l'Agneau se trouve à Plavilla, au lieu-dit Saint-Pierre.
Le patrimoine architectural de la commune comprend un immeuble protégé au titre des monuments historiques : l'église de l'Espinoux, inscrite en 1948.

## Géographie
Plavilla est située dans l'ouest audois, dans la région de la Piège qui s'étend du sillon du Lauragais au nord dominé par la Montagne Noire, à la vallée de l'Hers et aux contreforts des Pyrénées ariégeoises au sud, que l'on aperçoit depuis la colline de Trelin, point culminant (485 mètres) du canton de Fanjeaux.
La commune est limitrophe du département de l'Ariège.

### Communes limitrophes
Les communes limitrophes sont  Lafage, Mirepoix, Ribouisse, Saint-Gaudéric, Saint-Julien-de-Briola et Sainte-Foi.
| Lafage            | Ribouisse           | Saint-Julien-de-Briola |
|                   | Plavilla            | Saint-Gaudéric         |
| Mirepoix (Ariège) | Sainte-Foi (Ariège) |                        |

### Hydrographie
La commune est dans le bassin de la Garonne, au sein du bassin hydrographique Adour-Garonne. Elle est drainée par le ruisseau de Gélade, le ruisseau de Lestrique, le ruisseau d'Espinoux, le ruisseau des Plaines et par divers petits cours d'eau, qui constituent un réseau hydrographique de 16 km de longueur totale,.

### Climat
Pour des articles plus généraux, voir Climat de l'Occitanie et Climat de l'Aude.
En 2010, le climat de la commune est de type climat océanique altéré, selon une étude s'appuyant sur une série de données couvrant la période 1971-2000. En 2020, Météo-France publie une typologie des climats de la France métropolitaine dans laquelle la commune est dans une zone de transition entre le climat océanique altéré et le climat de montagne ou de marges de montagne et est dans une zone de transition entre les régions climatiques « Aquitaine, Gascogne » et « Pyrénées orientales ».
Pour la période 1971-2000, la température annuelle moyenne est de 12,7 °C, avec une amplitude thermique annuelle de 15,7 °C. Le cumul annuel moyen de précipitations est de 844 mm, avec 10,5 jours de précipitations en janvier et 5,8 jours en juillet. Pour la période 1991-2020, la température moyenne annuelle observée sur la station météorologique la plus proche, située sur la commune de Fanjeaux à 11 km à vol d'oiseau, est de 14,3 °C et le cumul annuel moyen de précipitations est de 625,0 mm,. Pour l'avenir, les paramètres climatiques de la commune estimés pour 2050 selon différents scénarios d'émission de gaz à effet de serre sont consultables sur un site dédié publié par Météo-France en novembre 2022.

### Milieux naturels et biodiversité
L’inventaire des zones naturelles d'intérêt écologique, faunistique et floristique (ZNIEFF) a pour objectif de réaliser une couverture des zones les plus intéressantes sur le plan écologique, essentiellement dans la perspective d’améliorer la connaissance du patrimoine naturel national et de fournir aux différents décideurs un outil d’aide à la prise en compte de l’environnement dans l’aménagement du territoire.
Une ZNIEFF de type 1 est recensée sur la commune :
les « coteaux du nord-Mirapicien » (1 893 ha), couvrant 8 communes dont 4 dans l'Ariège et 4 dans l'Aude et une ZNIEFF de type 2, : 
l'« ensemble de coteaux au nord du Pays de Mirepoix » (9 691 ha), couvrant 17 communes dont 10 dans l'Ariège et 7 dans l'Aude.

Carte des ZNIEFF de type 1 et 2 à Plavilla.
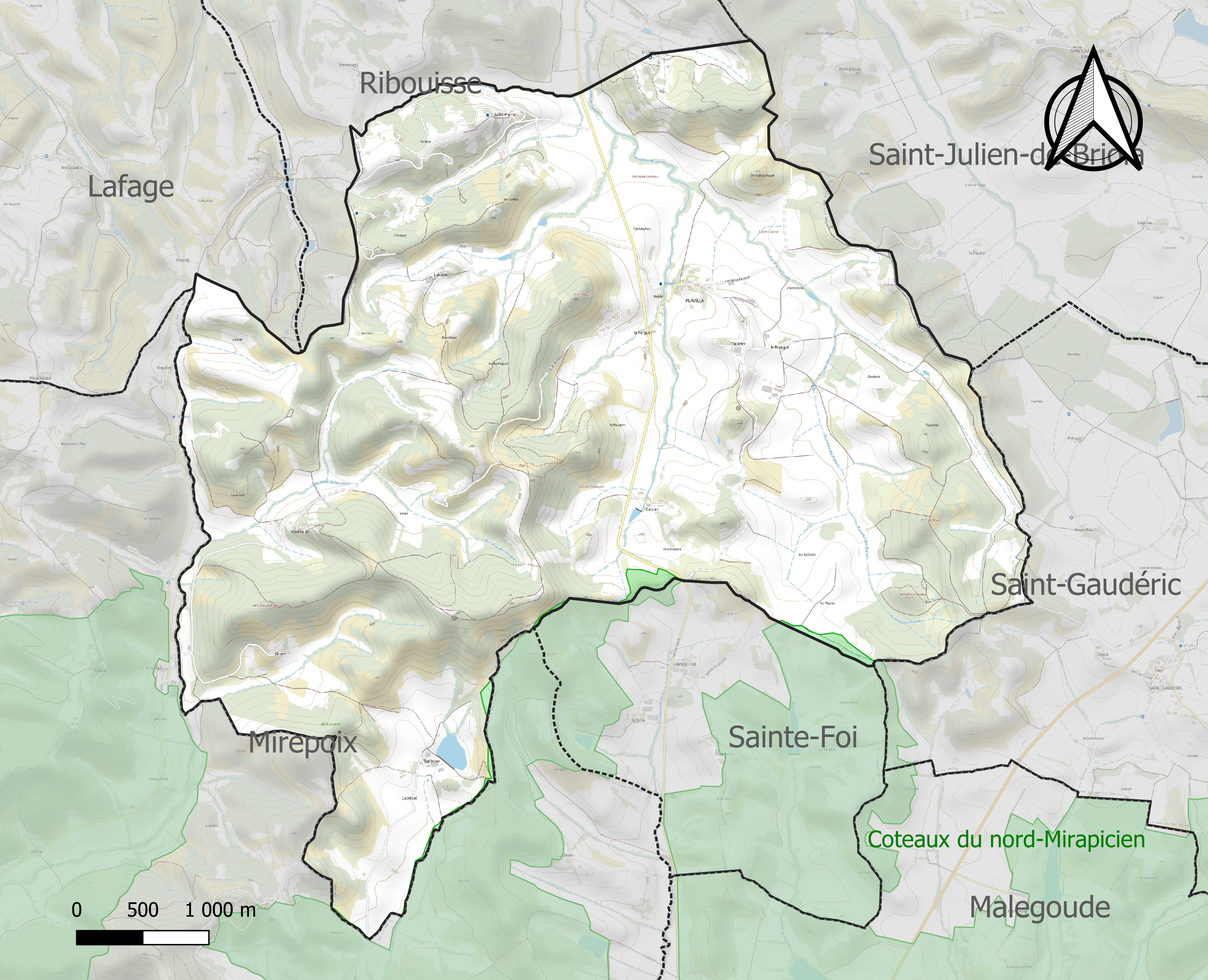
Carte de la ZNIEFF de type 1 sur la commune.
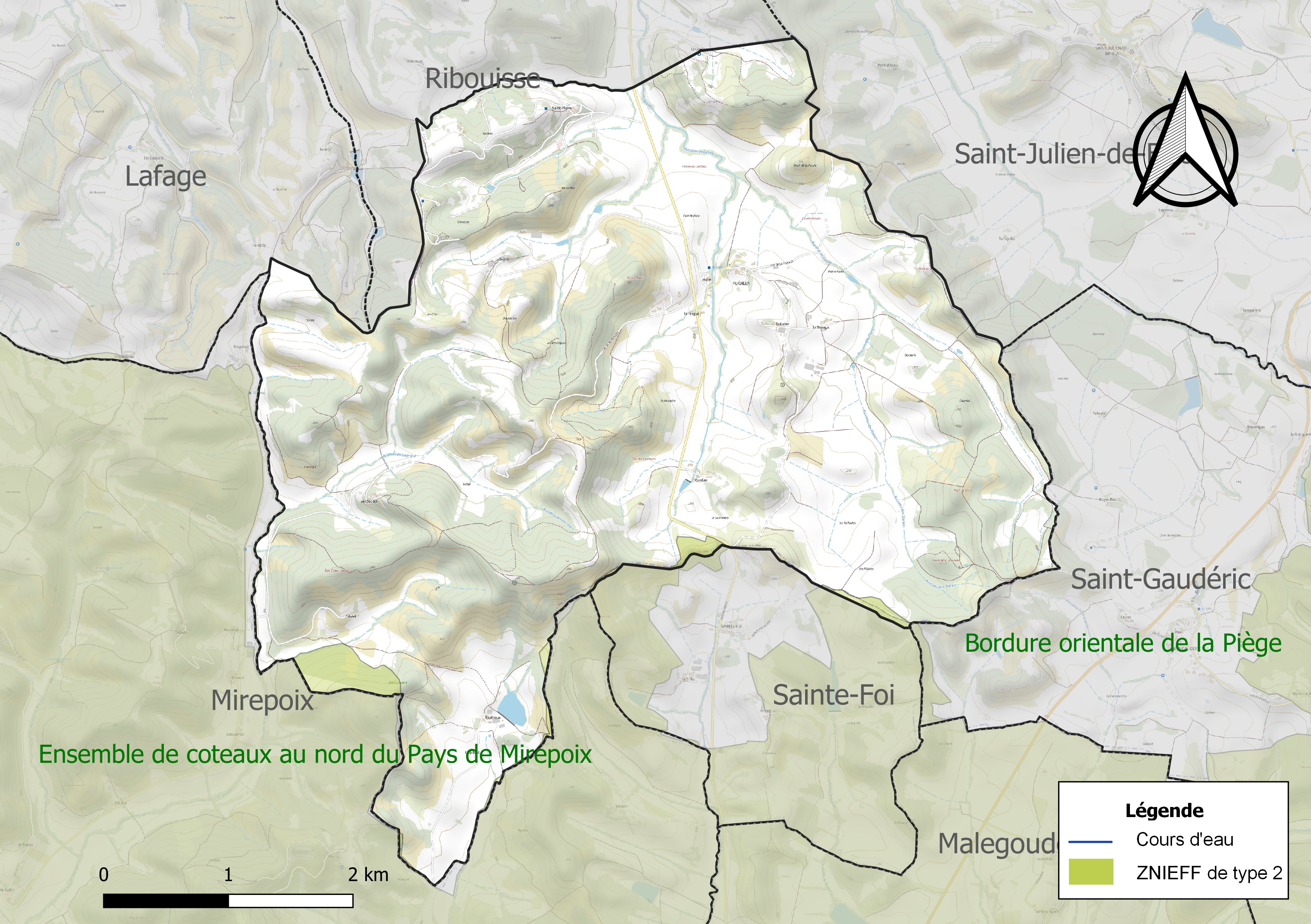
Carte de la ZNIEFF de type 2 sur la commune.

## Urbanisme

### Typologie
Au 1er janvier 2024, Plavilla est catégorisée commune rurale à habitat dispersé, selon la nouvelle grille communale de densité à 7 niveaux définie par l'Insee en 2022.
Elle est située hors unité urbaine et hors attraction des villes,.

### Occupation des sols
L'occupation des sols de la commune, telle qu'elle ressort de la base de données européenne d’occupation biophysique des sols Corine Land Cover (CLC), est marquée par l'importance des territoires agricoles (72,2 % en 2018), une proportion sensiblement équivalente à celle de 1990 (72 %). La répartition détaillée en 2018 est la suivante : 
prairies (36,1 %), zones agricoles hétérogènes (36,1 %), forêts (21,6 %), milieux à végétation arbustive et/ou herbacée (6,2 %). L'évolution de l’occupation des sols de la commune et de ses infrastructures peut être observée sur les différentes représentations cartographiques du territoire : la carte de Cassini (XVIIIe siècle), la carte d'état-major (1820-1866) et les cartes ou photos aériennes de l'IGN pour la période actuelle (1950 à aujourd'hui).

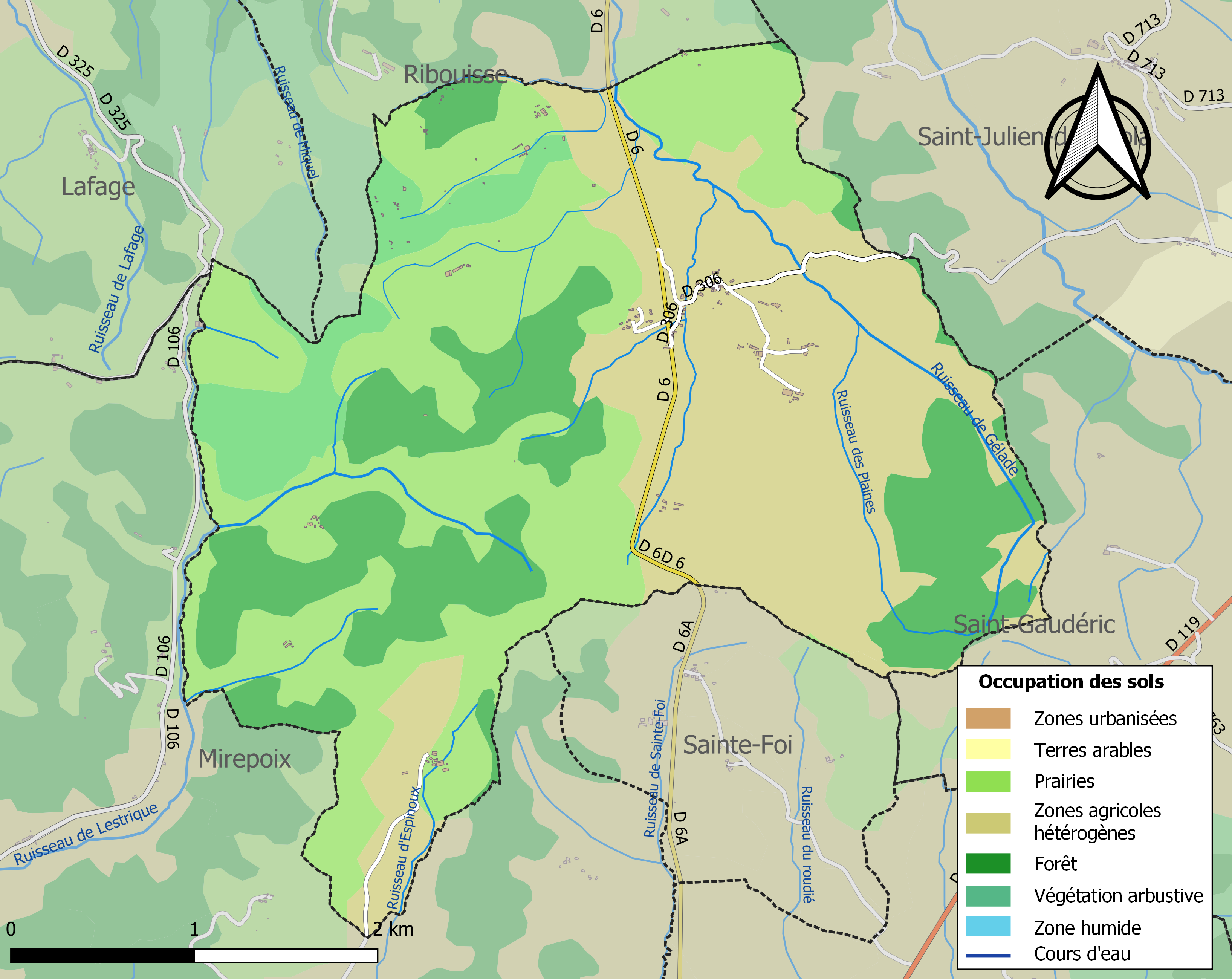
Carte des infrastructures et de l'occupation des sols de la commune en 2018 (CLC).

### Risques majeurs
Le territoire de la commune de Plavilla est vulnérable à différents aléas naturels : météorologiques (tempête, orage, neige, grand froid, canicule ou sécheresse) et séisme (sismicité faible). Un site publié par le BRGM permet d'évaluer simplement et rapidement les risques d'un bien localisé soit par son adresse soit par le numéro de sa parcelle.

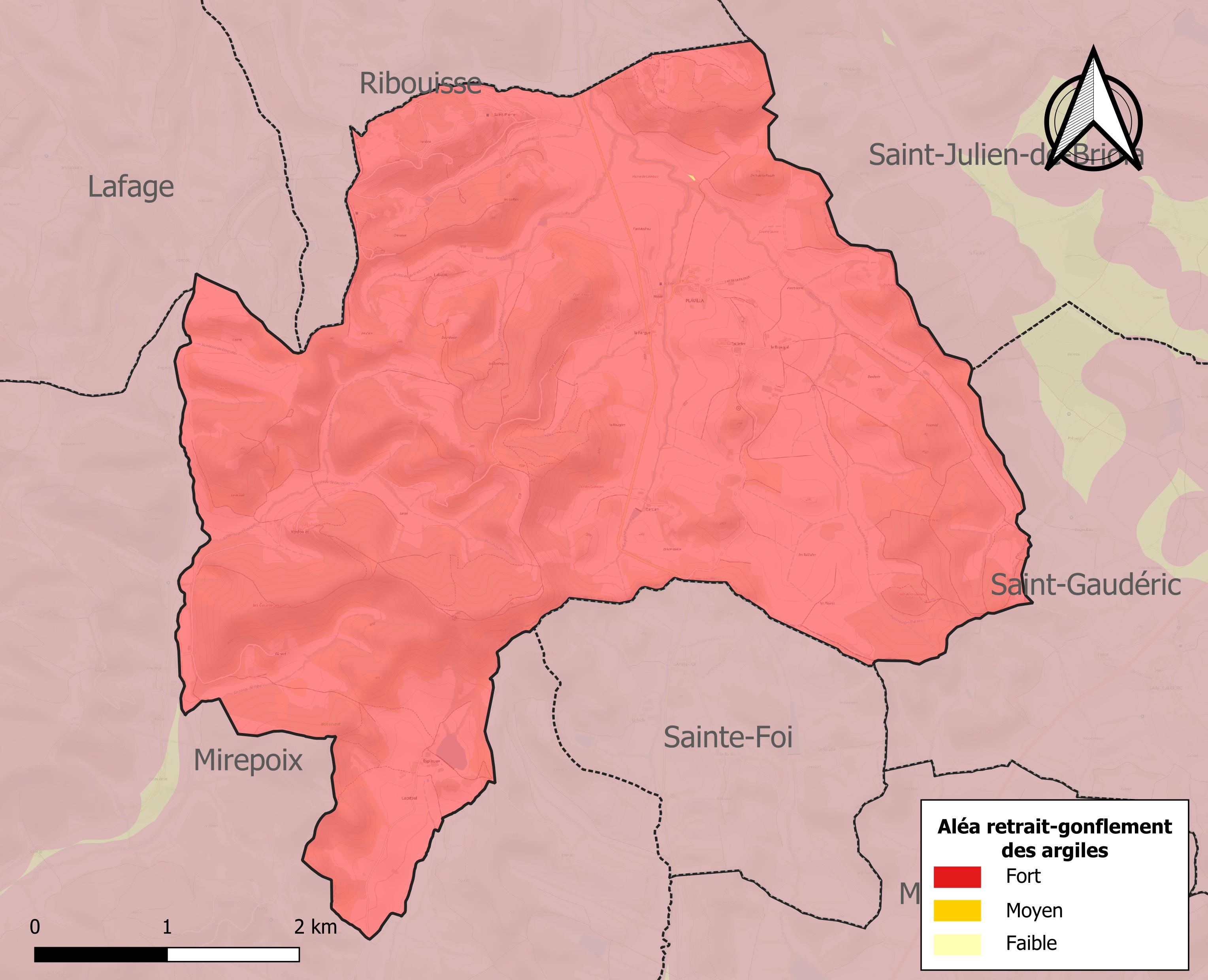
Carte des zones d'aléa retrait-gonflement des sols argileux de Plavilla.

Le retrait-gonflement des sols argileux est susceptible d'engendrer des dommages importants aux bâtiments en cas d’alternance de périodes de sécheresse et de pluie. La totalité de la commune est en aléa moyen ou fort (75,2 % au niveau départemental et 48,5 % au niveau national). Sur les 42 bâtiments dénombrés sur la commune en 2019, 42 sont en aléa moyen ou fort, soit 100 %, à comparer aux 94 % au niveau départemental et 54 % au niveau national. Une cartographie de l'exposition du territoire national au retrait gonflement des sols argileux est disponible sur le site du BRGM,.

## Toponymie
Le nom Plavilla descend du nom latin planum villare qui signifie métairie construite sur un replat.
Ce lieu est situé dans l’histoire du Languedoc dès les années 1271, divers actes du XIVe siècle le mentionnent également.

## Histoire
En 1830 la population recensée était de 215 âmes, en 1911 il y en avait 113, après la première guerre en 1931 il y avait plus que 25 maisons et 103 habitants dont un représentant de commerce.
L’église de style gothique en forme de croix latine fut réparée en 1732. Avant 1790 elle était annexe de Ribouisse et dédiée à saint Sernin.
La construction de la nouvelle église ne date que de 1843, elle faisait partie du doyenné de Fanjeaux et le saint patron en est aujourd’hui saint André. Mgr Billard évêque de Carcassonne visita cette église pour la première fois le 29 avril 1887.
Espinoux : ce lieu qui se trouve au sud de la commune à une église romane aujourd’hui en partie en ruines, mais classée aux monuments historiques, qui était dans le temps desservie par le curé de Plavilla. En 1697 cette église était dédiée à saint Julien.
Les hameaux de Berdoulet et Gibert y étaient rattachés. Lors de la fermeture de cet édifice la cloche fut récupérée et mise en place à l’église de Plavilla.
Saint-Pierre : ce hameau de la commune de Plavilla est un ancien fief du marquis Lévis-Mirepoix. Il avait son cimetière et une église dédiée à saint Pierre. Cet édifice était déjà en ruine en 1498. Il semble que l’on ait construit une chapelle pour les besoins de la métairie qui succéda au hameau. Elle est signalée sur la carte du diocèse en 1781.
Depuis 1993 une association diocésaine a acquis les bâtiments et une partie des terres afin d’y installer la communauté de l'Agneau, fraternité dominicaine. Ainsi Saint-Pierre a retrouvé sa  vocation culturelle.
Le moulin : dès 1660 l’on retrouve dans les archives le dénommé Guillaume Martrette meunier. En 1728 le meunier s’appelait Jean Taillefer. À la fin du XIXe siècle et jusqu’aux environs de 1920 le moulin appartenait à la famille Bardou. Aujourd’hui ses vestiges veillent sur une grande partie de la commune.

## Politique et administration

### Liste des maires
| Période                                  | Période  | Identité        | Étiquette | Qualité                                                              |
| ---------------------------------------- | -------- | --------------- | --------- | -------------------------------------------------------------------- |
| mars 2001                                | en cours | Francis Andrieu | PS        | Vice-Président de la Communauté de communes Piège-Lauragais-Malepère |
| Les données manquantes sont à compléter. |          |                 |           |                                                                      |

## Démographie
| 1793 | 1800 | 1806 | 1821 | 1831 | 1836 | 1841 | 1846 | 1851 |
| ---- | ---- | ---- | ---- | ---- | ---- | ---- | ---- | ---- |
| 187  | 335  | 183  | 221  | 208  | 210  | 230  | 230  | 260  |

| 1856 | 1861 | 1866 | 1872 | 1876 | 1881 | 1886 | 1891 | 1896 |
| ---- | ---- | ---- | ---- | ---- | ---- | ---- | ---- | ---- |
| 231  | 189  | 153  | 195  | 195  | 193  | 162  | 164  | 134  |

| 1901 | 1906 | 1911 | 1921 | 1926 | 1931 | 1936 | 1946 | 1954 |
| ---- | ---- | ---- | ---- | ---- | ---- | ---- | ---- | ---- |
| 113  | 112  | 113  | 97   | 90   | 103  | 92   | 88   | 76   |

| 1962 | 1968 | 1975 | 1982 | 1990 | 1999 | 2006 | 2011 | 2016 |
| ---- | ---- | ---- | ---- | ---- | ---- | ---- | ---- | ---- |
| 83   | 55   | 71   | 54   | 66   | 104  | 112  | 123  | 112  |

| 2021 | 2022 | - | - | - | - | - | - | - |
| ---- | ---- | - | - | - | - | - | - | - |
| 131  | 142  | - | - | - | - | - | - | - |

## Économie

### Emploi
| Division       | 2008   | 2013   | 2018   |
| -------------- | ------ | ------ | ------ |
| Commune        | 3,5 %  | 1,1 %  | 5,7 %  |
| Département    | 10,2 % | 12,8 % | 12,6 % |
| France entière | 8,3 %  | 10 %   | 10 %   |

En 2018, la population âgée de 15 à 64 ans s'élève à 85 personnes, parmi lesquelles on compte 53,1 % d'actifs (47,3 % ayant un emploi et 5,7 % de chômeurs) et 46,9 % d'inactifs,. Depuis 2008, le taux de chômage communal (au sens du recensement) des 15-64 ans est inférieur à celui de la France et du département.
La commune est hors attraction des villes,. Elle compte 19 emplois en 2018, contre 56 en 2013 et 19 en 2008. Le nombre d'actifs ayant un emploi résidant dans la commune est de 41, soit un indicateur de concentration d'emploi de 45,4 % et un taux d'activité parmi les 15 ans ou plus de 44,9 %.
Sur ces 41 actifs de 15 ans ou plus ayant un emploi, 12 travaillent dans la commune, soit 28 % des habitants. Pour se rendre au travail, 83,4 % des habitants utilisent un véhicule personnel ou de fonction à quatre roues, 2,4 % les transports en commun, 2,4 % s'y rendent en deux-roues, à vélo ou à pied et 11,9 % n'ont pas besoin de transport (travail au domicile).

### Activités hors agriculture

#### Secteurs d'activités
7 établissements sont implantés  à Plavilla au 31 décembre 2019.
Le secteur de l'industrie manufacturière, des industries extractives et autres est prépondérant sur la commune puisqu'il représente 57,1 % du nombre total d'établissements de la commune (4 sur les 7 entreprises implantées  à Plavilla), contre 8,8 % au niveau départemental.

### Particularités
Plavilla est la commune de France métropolitaine où le revenu moyen est le plus faible en 2009 : 5 007 € par foyer fiscal pour une moyenne nationale de 22 000 €.

### Agriculture
|               | 1988 | 2000 | 2010 | 2020 |
| ------------- | ---- | ---- | ---- | ---- |
| Exploitations | 9    | 7    | 7    | 5    |
| SAU (ha)      | 860  | 1274 | 1437 | 980  |

La commune est dans le Razès, une petite région agricole occupant l'ouest du département de l'Aude, également dénommée localement « Volvestre et Razès ». En 2020, l'orientation technico-économique de l'agriculture  sur la commune est la polyculture et/ou le polyélevage. Cinq exploitations agricoles ayant leur siège dans la commune sont dénombrées lors du recensement agricole de 2020 (neuf en 1988). La superficie agricole utilisée est de 980 ha,,.

## Culture locale et patrimoine

### Lieux et monuments

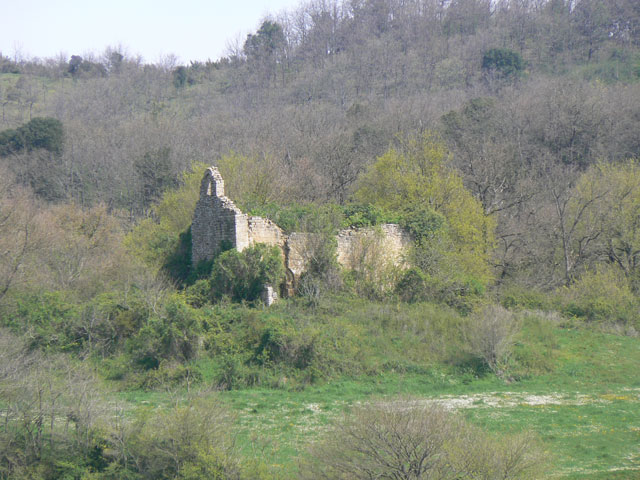
Eglise de l'Espinoux.

- Église de l'Espinoux. Les vestiges ont été inscrits au titre des monuments historiques en 1948[29].
- Église Saint-André de Plavilla.
- Chapelle de la Trinité de Plavilla.

### Héraldique
| Blason de Plavilla | Blason  | D’azur aux trois fasces d’argent et au sautoir de l’un en l’autre. |
| Blason de Plavilla | Détails | Le statut officiel du blason reste à déterminer.                   |